# Enicospilus skeltonii
Enicospilus skeltonii är en stekelart som först beskrevs av Kirby 1881.  Enicospilus skeltonii ingår i släktet Enicospilus och familjen brokparasitsteklar. Inga underarter finns listade i Catalogue of Life.

## Bildgalleri

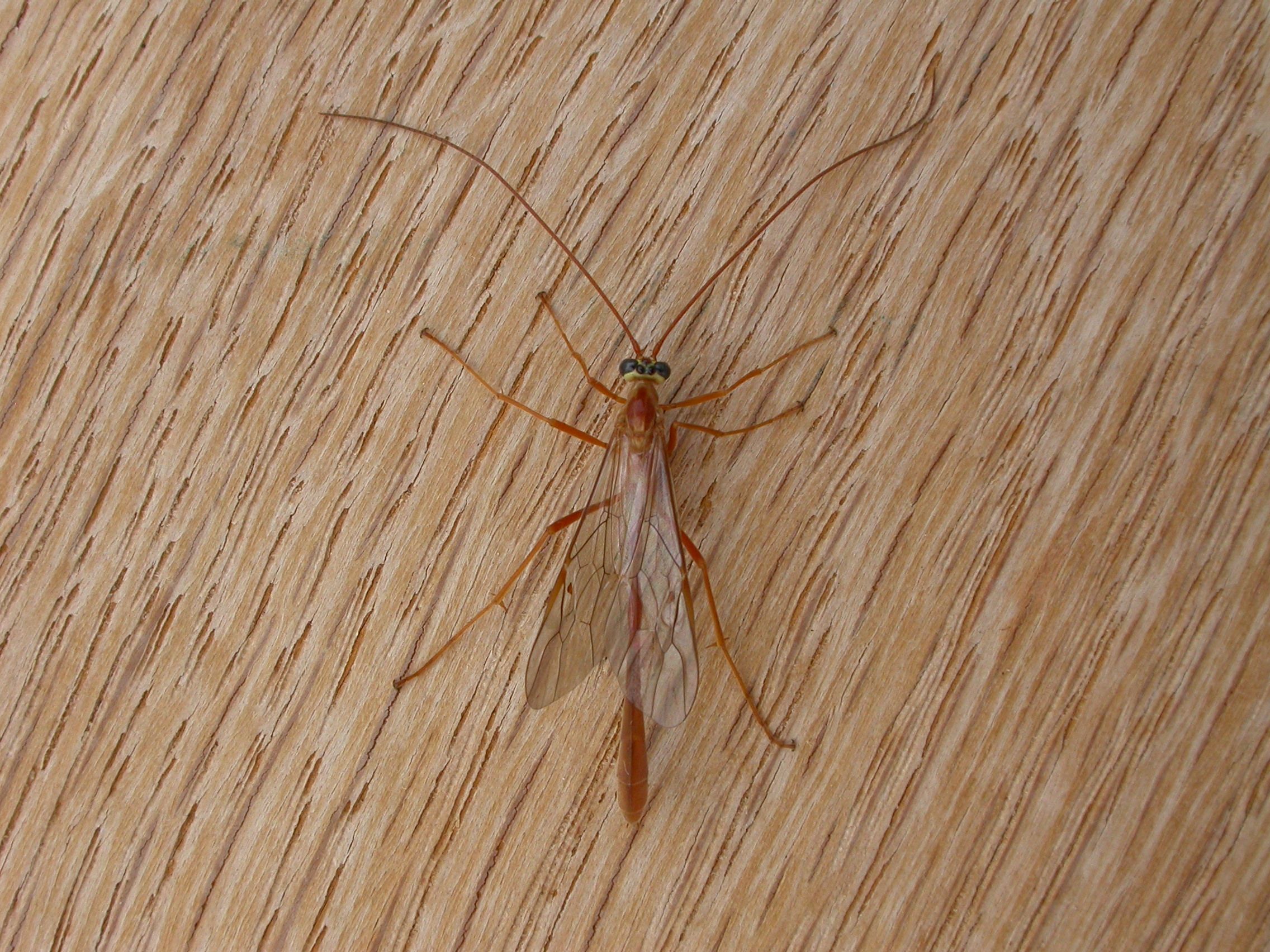
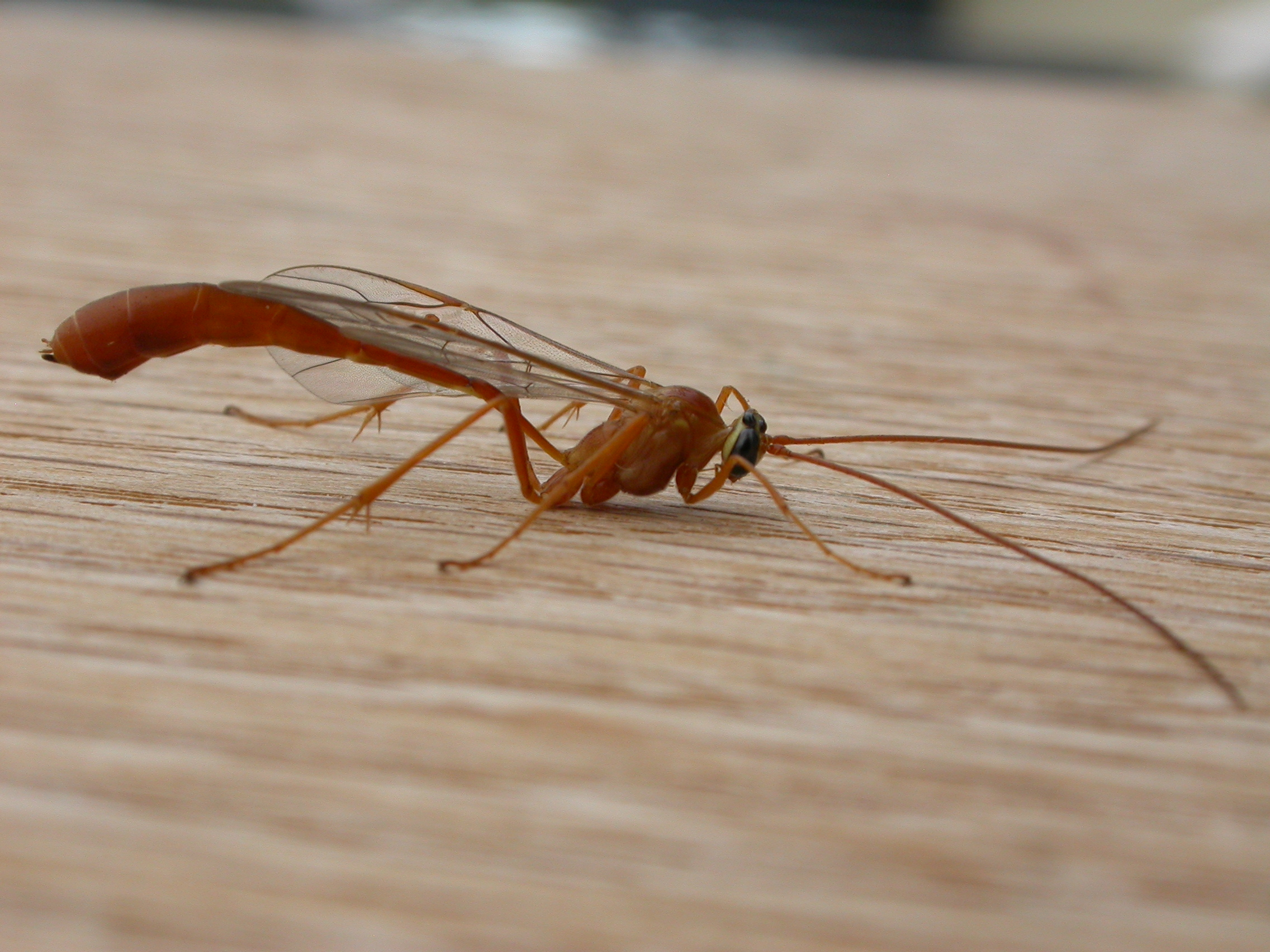
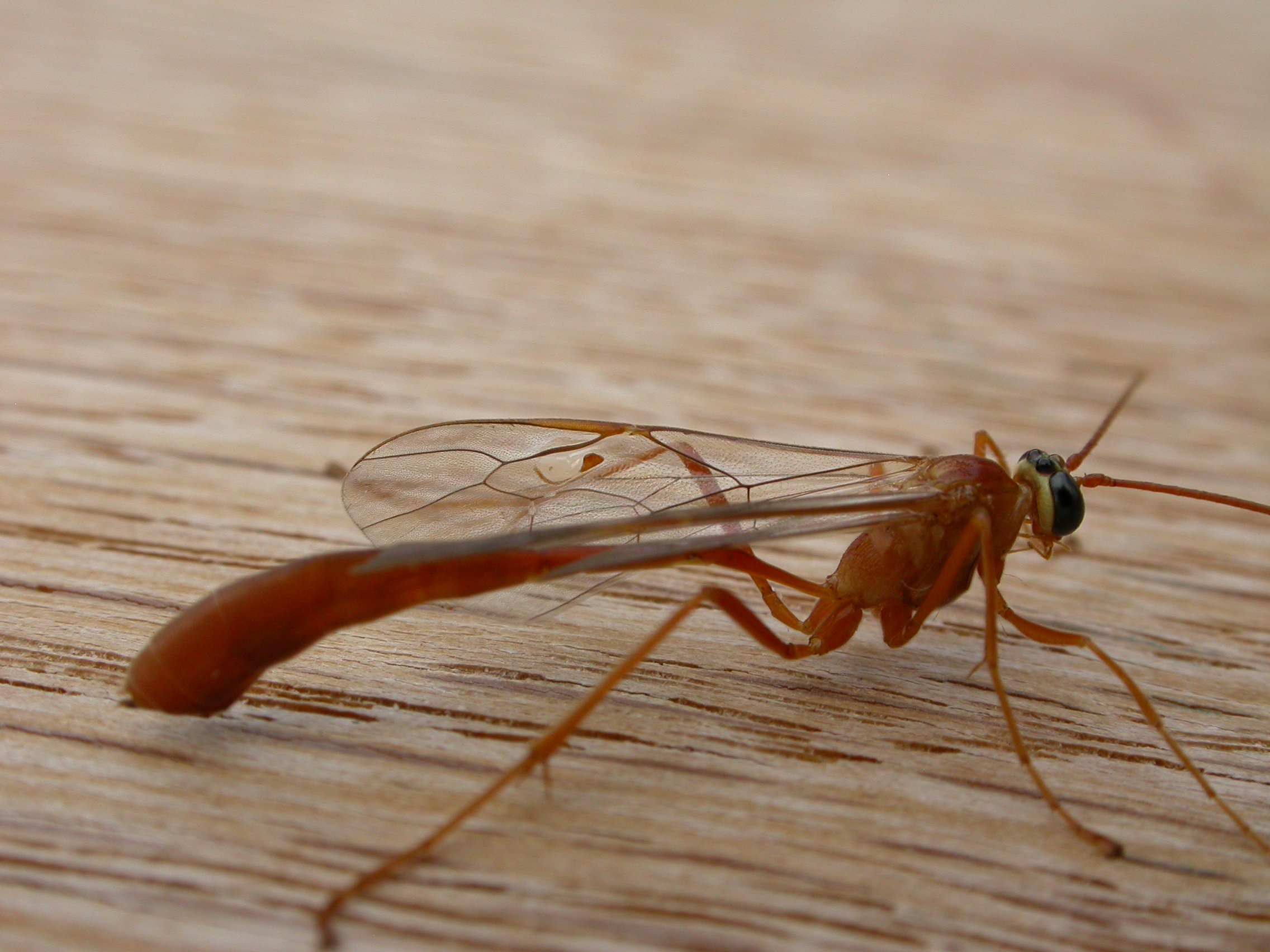